# Les Gens du voyage (film)
Pour les articles homonymes, voir Gens du voyage (homonymie).
Pour plus de détails, voir Fiche technique et Distribution.
Les Gens du voyage (titre allemand : Fahrendes Volk) est un film franco-allemand réalisé en 1937 par Jacques Feyder, sorti en 1938.

## Synopsis
Lors d'un déplacement du cirque Barlay, la dompteuse Flora recueille Fernand, un ancien amant évadé de prison, et le fait engager par le directeur, Edouard Barlay. Le fils de Flora (et de Fernand), Marcel, fait de la voltige avec les filles du directeur, Suzanne et Yvonne. Amoureux de cette dernière, il rend jalouse Suzanne. En outre, l'écuyère Pepita est également attirée par le jeune homme...

## Fiche technique (version française)
- Réalisation : Jacques Feyder
- Scénario : Jacques Feyder et Jacques Viot
- Dialogues : Bernard Zimmer
- Assistant réalisateur : Louis Chavance
- Décors : Jean d'Eaubonne
- Photographie : Franz Koch
- Montage : Roger Mercanton
- Musique : Wolfgang Zeller
- Assistant technicien : André Roanne
- Coproduction : Société Films Sonores Tobis - Filmkunst Berlin
- Pays :  France,  Reich allemand
- Format :  Noir et blanc - son mono
- Genre : Drame - Chronique de mœurs
- Durée : 121 min
- Affiche : Jacques Bonneaud (France)

## Distribution (version française)
- Françoise Rosay : la dompteuse Flora
- André Brulé : Fernand
- Marie Glory : Pepita
- Guillaume de Sax : le directeur Édouard Barlay
- Sylvia Bataille : Yvonne Barlay
- Louise Carletti : Suzanne Barlay
- Fabien Loris : Marcel
- André Roanne : le lieutenant de gendarmerie
- Yves Deniaud : le bonimenteur
- Daniel Mendaille : Jo
- Georges Prieur : Gaëtan
- Yvonne Gall : Lætitia
- André Nicolle : le vétérinaire
- Lucien Brulé : Tino
- Alfred Adam : le médecin (non crédité)
- Et Raymond Aimos, Maurice Baquet, Jean Sinoël, Pierre Labry, Madeleine Sologne (non créditée) ...

## Commentaire - Version allemande
Pratique courante à l'époque, ce film a été tourné aux Studios de Munich dans une double version, française et allemande, l'équipe technique et la distribution étant plus ou moins différentes selon la version.
Seule Françoise Rosay conserve son rôle de Flora dans la version allemande, dont quelques autres interprètes sont : Hans Albers (Fernand), Camilla Horn (Pepita), Herbert Hübner (Edouard Barlay), Irene von Meyendorff (Yvonne Barlay), Ulla Ganglitz (Suzanne Barlay), Hannes Stelzer (Marcel), Aribert Mog (Le lieutenant).
Françoise Rosay a refusé d'être doublée dans les scènes où elle se confronte aux lions (cité par Jacques Siclier dans Télérama en 1992).

## Article annexe
- Liste des longs métrages allemands créés sous le nazisme